# Maciej Urbaniec
Maciej Urbaniec, właśc. Maciej Jerzy Zdzieblan-Urbaniec (ur. 1 września 1925 w Zwierzyńcu, zm. 19 maja 2004 w Nowym Sączu) – polski artysta grafik, jeden ze współtwórców polskiej szkoły plakatu.

## Życiorys
Jego ojciec, Jan Zdzieblan-Urbaniec, był dyplomatą. Zmarł w Libanie w 1949. Matka zaś, Zofia Jadwiga Buttowt Andrzeykowicz, związana (podobnie jak dzieci) z konspiracją, umarła w 1943, w niemieckim obozie zagłady Auschwitz.
W 1935 wraz z rodzicami i rodzeństwem przyjechał do Warszawy, gdzie uczęszczał do gimnazjum. Do małej matury przygotowywał się podczas okupacji. Kiedy wybuchło powstanie warszawskie, wziął w nim czynny udział. Był członkiem Armii Krajowej i nosił pseudonim „Bartek”. Po wojnie skończył liceum i zdał maturę w 1951. 
Pierwsze kroki na drodze artystycznej stawiał pod okiem rzeźbiarza Alfonsa Karnego. Rysunku uczył go Zygmunt Kamiński. W 1954 ukończył Państwową Wyższą Szkołę Sztuk Plastycznych we Wrocławiu. Studiował też w warszawskiej Akademii Sztuk Pięknych, będąc jednym z pierwszych uczniów Henryka Tomaszewskiego. W 1958 ukończył tę uczelnię, otrzymując dyplom z wyróżnieniem. Później został dyrektorem artystycznym w Wydawnictwach CRS (Centrala Rolnicza Spółdzielni „Samopomoc Chłopska”), gdzie projektował opracowania graficzne folderów, katalogów i książek, które następnie kierował do druku. Współpracował także z takimi wydawnictwami jak Czytelnik, Iskry i PIW. W latach 70. podjął współpracę z warszawskimi teatrami: Wielkim, Narodowym, Małym, Ateneum i Na Woli.
Od 1970 do 1975 był wykładowcą we wrocławskiej PWSSP. Następnie powrócił do Warszawy, by podjąć obowiązki nauczyciela akademickiego w ASP, w której pełnił funkcję m.in. kierownika Katedry Projektowania. Ponadto uzyskał tytuł profesora.
Tworzył grafikę użytkową, przede wszystkim plakaty oraz grafikę książkową. Debiutował w 1957 plakatem Nie moje, wydanym i nagrodzonym przez WAG (Wydawnictwo Artystyczno-Graficzne RSW „Prasa-Książka-Ruch”). Miał kilka wystaw indywidualnych (Warszawa 1968 i 1977, Szczecin 1969, Poznań 1976, Radom 1977), brał także udział w licznych wystawach zbiorowych – krajowych i międzynarodowych. Był laureatem wyróżnień na wystawach i konkursach. Od 1974 należał do Alliance Graphique Internationale. Ponadto projektował znaczki dla Poczty Polskiej.

### Małżeństwo
W 1952 poślubił Marię Kotarbińską, ówczesną wykładowczynię w Wyższej Szkole Rolniczej w Olsztynie.

### Ostatni spoczynek
Ostatnie lata życia spędził w Łącku na południu Polski. Zmarł w Nowym Sączu, lecz został pochowany w Warszawie w grobowcu na Cmentarzu Prawosławnym na Woli.

## Wybrana twórczość

### Plakaty
- Nie moje, 1957
- PZPR–KPP • 40 lat walki i zwycięstw, 1958 – Nagroda im. Tadeusza Trepkowskiego
- Nie hałasuj niepotrzebnie, 1961
- Cyrk – Mężczyzna ponad koniem, 1962
- Uważaj! Głowa nie z gumy, 1963
- Cyrk – Niedźwiedź w kapeluszu na piłce, 1963
- Cyrk – Akrobatka, 1964
- Słoń na piłce, 1964
- Cyrk – Trzy postacie pod kopułą, 1965
- Człowiek kulturalny nie upija się, 1965
- XVII Międzynarodowy Kolarski Wyścig Pokoju, 1965
- Choroby weneryczne grożą, 1966
- Cyrk radziecki – Kozak na koniu, 1966
- Cyrk – Para szympansów, 1966
- Cyrk – Gimnastyczka, 1968
- Cyrk – Żonglerka, 1968
- Finał I Ogólnopolskiej Spartakiady Młodzieży • Poznań 1969 , 1969
- Finał I Ogólnopolskiej Spartakiady Młodzieży • Wrocław 1969, 1969
- 50 lat Polskiego Związku Piłki Nożnej 1919–1969, 1969
- Polski Związek Motorowy, 1969
- Cyrk – Mona Lisa, 1970
- Un caprice • Alfred de Musset, 1971
- Cyrk – Akrobatka na monocyklu, 1972
- ABC abc, 1972
- Międzynarodowy Dzień Dziecka, 1973
- Cyrk – Żongler, 1973
- Wieczór Trzech Króli, 1973
- 5 Międzynarodowe Biennale Plakatu • Warszawa 1974, 1974
- Iredyński • Teatr Mały, 1975
- Cyrk – Koń z kokardami, 1975
- Auschwitz 1945-1965, 1976
- Pamięci ludzkiej tragedii, 1976
- Mutter Courage und ihre Kinder, 1978
- Cyrk – Koń cyrkowy, 1978
- 12 Międzynarodowe Biennale Plakatu • Warszawa 1988, 1988

### Znaczki pocztowe
- VII Zimowe Igrzyska Olimpijskie • Lillehammer ’94 (seria), 1994

## Upamiętnienie
W 2006 nakładem wydawnictwa Rytm ukazał się album monograficzny Maciej Urbaniec. Publikacja zawiera esej artysty, kalendarium oraz zestawienie jego wybranych plakatów.